# 191
191 је била проста година.

## Догађаји
- Краљ Вологас IV од Партије умире након 44-годишње владавине, а наследио га је син Вологас V.
- Коалиција кинеских војсковођа са истока Хангу превоја покреће казнену кампању против војсковође Донг Жуоа, који је преузео контролу над централном Кином 189. године и држао цара Сијана као таоца. Након што је претрпео неколико пораза против коалиционих снага, Донг Жуо насилно премешта царску престоницу из Луојангa у Чанг'ан. Пре одласка, Донг Жуо наређује својим трупама да опљачкају гробнице царева Хан, а затим запале Луојанг.
- Направљена је скулптура Комода као Херкула, са брда Есквилин у Риму
- Епископ Серапион постаје патријарх Антиохије.

## Смрти
- Вологас IV од Партије